# Westermannia elliptica
Westermannia elliptica är en fjärilsart som beskrevs av Felix Bryk 1913. Westermannia elliptica ingår i släktet Westermannia och familjen trågspinnare. Inga underarter finns listade i Catalogue of Life.

## Bildgalleri

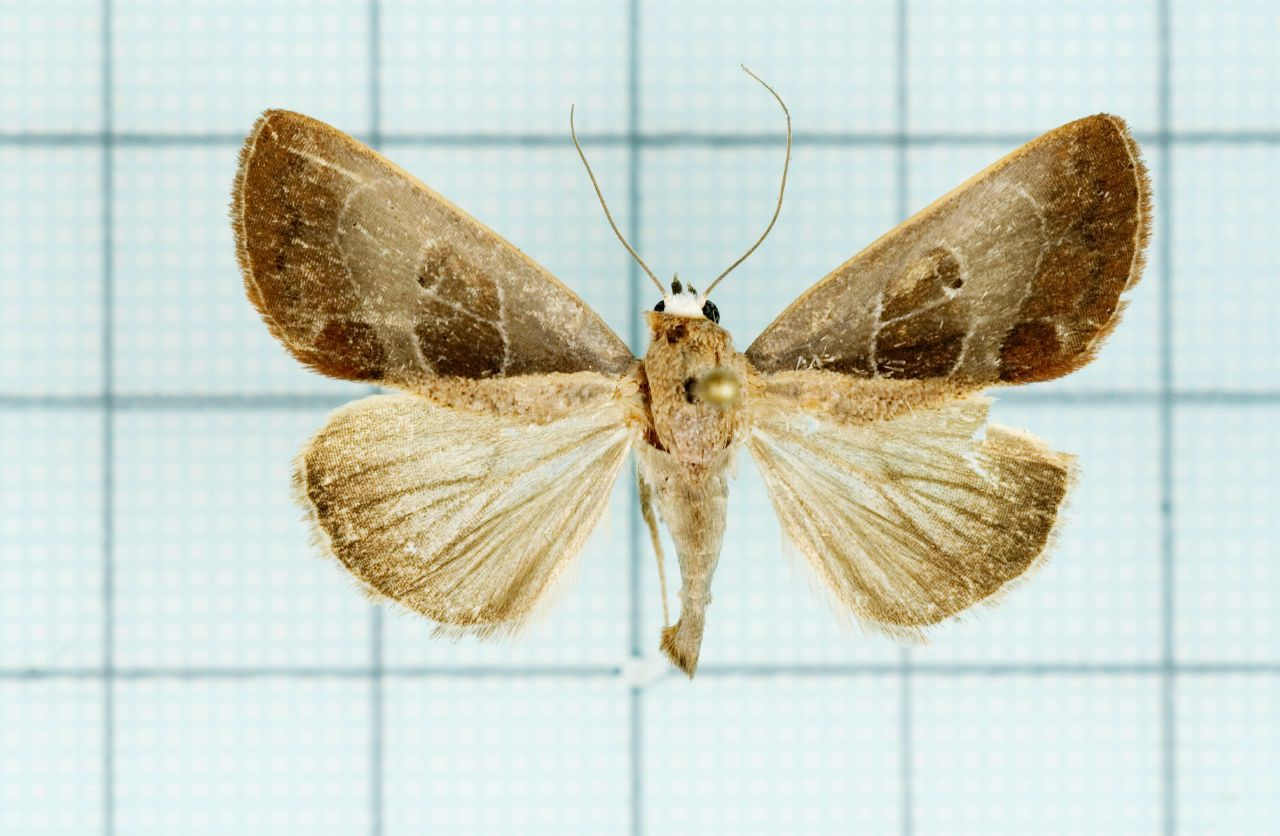